# Elbasvir/grazoprevir
Elbasvir/grazoprevir (tên thương mại Zepatier/ˈzɛpətɪər/ ZEP -ə-teer) là sự kết hợp thuốc liều cố định hai để điều trị viêm gan C, chứa elbasvir (một chất ức chế viêm gan virus C 's NS5A protein) và grazoprevir (chất ức chế NS3 / 4A). Nó được sử dụng để điều trị nhiễm virus viêm gan C mạn tính (HCV) 1 hoặc 4 ở cả bệnh nhân chưa từng điều trị và có kinh nghiệm điều trị.
Cả elbasvir và grazoprevir được phát triển bởi Merck &amp; Co. , Cục Quản lý Thực phẩm và Dược phẩm Hoa Kỳ (FDA) đã phê duyệt loại thuốc này vào ngày 28 tháng 1 năm 2016.

## Sử dụng trong y tế
Elbasvir/grazoprevir đã được FDA chấp thuận vào tháng 1/2016. Chỉ định của nó là điều trị viêm gan C mãn tính của kiểu gen 1 và 4 cho người lớn. Viêm gan C là một căn bệnh toàn cầu, lây nhiễm lên tới 150 triệu người trên toàn thế giới, đặc biệt là ở các thế hệ cũ. Viêm gan C gây viêm gan cuối cùng dẫn đến suy giảm chức năng gan hoặc thậm chí thất bại. Zepatier được chỉ định để điều trị có hoặc không sử dụng ribavirin. Zepatier đã cho thấy đủ hiệu quả để được coi là dòng điều trị đầu tiên cho bệnh nhân lần đầu mắc GT 1a và 1b, có hoặc không có xơ gan. Nó được khuyến cáo cho những bệnh nhân không ngây thơ có cùng kiểu gen, ngoài bệnh nhân GT4.

### Liều dùng
Có một chế độ dùng thuốc được FDA chấp thuận. Nó bao gồm 50   mg elbasvir và 100   mg grazoprevir. Xét nghiệm di truyền cho kiểu gen 1 được khuyến nghị để xác định xem bệnh nhân có kháng NS5A trước khi điều trị ban đầu hay không. Sự đề kháng này dẫn đến khả năng giảm SRV12. Liều dùng được thực hiện một lần mỗi ngày trong khoảng thời gian phổ biến nhất là 12 tuần. Elbasvir/grazoprevir thường được kê đơn với ribavirin cho bệnh nhân suy thận. "Zepatier có sẵn dưới dạng một máy tính bảng phủ phim màu be, hình bầu dục, được gỡ bỏ với một bên 770 770 bên trên và bên kia." 
| Dân số bệnh nhân                                                                                       | Điều trị             | Thời lượng |
| --- | -------------------- | ---------- |
| Kiểu gen 1a: Có kinh nghiệm điều trị hoặc PegIFN / RBV có kinh nghiệm mà không có đa hình NS5A ban đầu | Zepatier             | 12 tuần    |
| Kiểu gen 1a: Có kinh nghiệm điều trị hoặc PegIFN / RBV có kinh nghiệm với đa hình NS5A ban đầu         | Zepatier + ribavirin | 16 tuần    |
| Kiểu gen 1b: Có kinh nghiệm điều trị hoặc có kinh nghiệm về PegIFN / RBV                               | Zepatier             | 12 tuần    |
| Kiểu gen 1a § hoặc 1b: Có kinh nghiệm về PegIFN / RBV / PI                                             | Zepatier + ribavirin | 12 tuần    |
| Kiểu gen 4: Điều trị ngây thơ                                                                          | Zepatier             | 12 tuần    |
| Kiểu gen 4: Có kinh nghiệm về PegIFN / RBV                                                             | Zepatier + ribavirin | 16 tuần    |

## Tương tác và chống chỉ định
Grazoprevir được vận chuyển bởi các protein mang chất tan SLCO1B1 và SLCO1B3. Các loại thuốc ức chế các protein này, như rifampicin, ciclosporin và một số loại thuốc điều trị AIDS (atazanavir, darunavir, lopinavir, saquinavir, tipranavir, cobicistat), có thể gây ra sự gia tăng đáng kể nồng độ trong huyết tương. Do đó, việc kết hợp elbasvir/grazoprevir với các thuốc này là chống chỉ định.
Cả elbasvir và grazoprevir đều bị suy giảm bởi men gan CYP3A4. Kết hợp với các thuốc gây ra enzyme này, chẳng hạn như efavirenz, carbamazepine hoặc St. John's wort, bị chống chỉ định vì nó có thể dẫn đến nồng độ elbasvir và grazoprevir trong huyết tương thấp không hiệu quả. Kết hợp với các chất ức chế CYP3A4 có thể làm tăng nồng độ trong huyết tương và không được nhà sản xuất khuyến cáo.

## Tác dụng phụ
Các tác dụng phụ thường gặp trong quá trình điều trị bao gồm cảm thấy mệt mỏi, buồn nôn, giảm cảm giác thèm ăn và đau đầu. Số lượng tế bào hồng cầu thấp đã xảy ra khi dùng chung với ribavirin trong một số trường hợp. Những rủi ro quan trọng nhất là tăng Alanine transaminase, tăng bilirubin máu, phát triển kháng thuốc và tương tác thuốc.

## Dược lý

### Cơ chế hoạt động
Elbasvir nhắm đến protein NS5A, giúp ngăn chặn hiệu quả quá trình phiên mã của HCV RNA và cũng ngăn chặn sự lắp ráp virion. Giá trị EC50 trung bình EC50 dao động từ 0,2 đến 3600 pmol/L, dựa trên kiểu gen. Grazoprevir là một chất ức chế protease nhắm mục tiêu protease huyết thanh HCV NS3/4A. Grazoprevir có hiệu quả ngăn chặn sự phân cắt của các polyprotein cần thiết để sao chép.